# 東永谷
東永谷（ひがしながや、英: Higashinagaya）は、横浜市港南区の町名。現行行政地名は東永谷一丁目から東永谷三丁目。住居表示実施済み区域。

## 地理
港南区北部に位置し、元来は農村地帯であったが、1960年代前半から宅地開発が始まり、住宅街が広がっている。
西から南にかけ上永谷、南東で港南、東で大久保、北で東芹が谷、北西で芹が谷に接する。

### 面積
面積は以下の通りである。
| 丁目         | 面積（km²） |
| ------------ | ----------- |
| 東永谷一丁目 | 0.149       |
| 東永谷二丁目 | 0.145       |
| 東永谷三丁目 | 0.208       |
| 計           | 0.502       |

## 歴史

### 沿革
住居表示実施に伴い、1丁目と2丁目は1978年（昭和53年）7月31日に下永谷町と上永谷町の各一部から、3丁目は1983年（昭和58年）8月8日に下永谷町の一部から新設された。

### 町名の変遷
| 実施後       | 実施年月日                | 実施前（各町名ともその一部） |
| ------------ | ------------------------- | ---------------------------- |
| 東永谷一丁目 | 1978年（昭和53年）7月31日 | 下永谷町（一部）             |
| 東永谷二丁目 | 1978年（昭和53年）7月31日 | 上永谷町、下永谷町（各一部） |
| 東永谷三丁目 | 1983年（昭和58年）8月8日  | 下永谷町（一部）             |

## 世帯数と人口
2025年（令和7年）6月30日現在（横浜市発表）の世帯数と人口は以下の通りである。
| 丁目         | 世帯数    | 人口    |
| ------------ | --------- | ------- |
| 東永谷一丁目 | 885世帯   | 1,828人 |
| 東永谷二丁目 | 492世帯   | 1,145人 |
| 東永谷三丁目 | 1,536世帯 | 3,259人 |
| 計           | 2,913世帯 | 6,232人 |

### 人口の変遷
国勢調査による人口の推移。
| 年                 | 人口  |
| ------------------ | ----- |
| 1995年（平成7年）  | 7,592 |
| 2000年（平成12年） | 7,406 |
| 2005年（平成17年） | 7,072 |
| 2010年（平成22年） | 6,778 |
| 2015年（平成27年） | 6,488 |
| 2020年（令和2年）  | 6,282 |

### 世帯数の変遷
国勢調査による世帯数の推移。
| 年                 | 世帯数 |
| ------------------ | ------ |
| 1995年（平成7年）  | 2,543  |
| 2000年（平成12年） | 2,570  |
| 2005年（平成17年） | 2,519  |
| 2010年（平成22年） | 2,617  |
| 2015年（平成27年） | 2,570  |
| 2020年（令和2年）  | 2,610  |

## 学区
市立小・中学校に通う場合、学区は以下の通りとなる（2024年11月時点）。
| 丁目         | 番地                       | 小学校                 | 中学校               |
| ------------ | -------------------------- | ---------------------- | -------------------- |
| 東永谷一丁目 | 全域                       | 横浜市立下永谷小学校   | 横浜市立東永谷中学校 |
| 東永谷二丁目 | 全域                       | 横浜市立下永谷小学校   | 横浜市立東永谷中学校 |
| 東永谷三丁目 | 1〜45番                    | 横浜市立下永谷小学校   | 横浜市立東永谷中学校 |
| 東永谷三丁目 | 52番35号〜61番 62番4〜10号 | 横浜市立芹が谷南小学校 | 横浜市立東永谷中学校 |
| 東永谷三丁目 | 62番1〜3号 62番11号〜63番  | 横浜市立芹が谷南小学校 | 横浜市立芹が谷中学校 |
| 東永谷三丁目 | 46番〜52番34号             | 横浜市立永野小学校     | 横浜市立上永谷中学校 |

## 事業所
2021年（令和3年）現在の経済センサス調査による事業所数と従業員数は以下の通りである。
| 丁目         | 事業所数 | 従業員数 |
| ------------ | -------- | -------- |
| 東永谷一丁目 | 41事業所 | 310人    |
| 東永谷二丁目 | 18事業所 | 201人    |
| 東永谷三丁目 | 29事業所 | 95人     |
| 計           | 88事業所 | 606人    |

### 事業者数の変遷
経済センサスによる事業所数の推移。
| 年                 | 事業者数 |
| ------------------ | -------- |
| 2016年（平成28年） | 102      |
| 2021年（令和3年）  | 88       |

### 従業員数の変遷
経済センサスによる従業員数の推移。
| 年                 | 従業員数 |
| ------------------ | -------- |
| 2016年（平成28年） | 520      |
| 2021年（令和3年）  | 606      |

## 教育

### 幼稚園
- 安部幼稚園
- あゆみ幼稚園
- 美し野幼稚園
- 大谷幼稚園
- 春日野幼稚園
- 金井幼稚園
- かもめ幼稚園
- 関東学院のびのびのば幼稚園
- 港南台幼稚園
- 千手院幼稚園
- 宝島幼稚園
- 竹の子幼稚園
- 東樹院幼稚園
- 永野幼稚園
- 野庭幼稚園
- 野庭聖佳幼稚園
- 日野幼稚園
- 室の木幼稚園
- 森が丘幼稚園

### 小中高校
- 横浜市立下永谷小学校
- 横浜市立東永谷中学校
- 横浜市立南高等学校・附属中学校

## その他

### 日本郵便
- 郵便番号 : 233-0011[3]（集配局：港南郵便局[16]）

### 警察
町内の警察の管轄区域は以下の通りである。
| 丁目         | 番・番地等 | 警察署     | 交番・駐在所 |
| ------------ | ---------- | ---------- | ------------ |
| 東永谷一丁目 | 全域       | 港南警察署 | 南高校前交番 |
| 東永谷二丁目 | 全域       | 港南警察署 | 南高校前交番 |
| 東永谷三丁目 | 全域       | 港南警察署 | 南高校前交番 |